# Spiele der kleinen Staaten von Europa 2007/Boule-Spiel
Bei den XII. Spielen der kleinen Staaten von Europa in Monaco wurden die Wettkämpfe im Boule-Spiel im Club Bouliste du Rocher ausgetragen.

## Raffle
| Platz | Land | Athlet           |
| ----- | ---- | ---------------- |
| 1     | SMR  | Giuseppe Frisoni |
| 2     | SMR  | Matteo Albani    |
| 3     | MLT  | David Farugia    |

Datum: 6. Juni 2007

## Boule Lyonnaise
| Platz | Land | Athlet         |
| ----- | ---- | -------------- |
| 1     | MON  | Eric Lotto     |
| 2     | MON  | Florian Valeri |
| 3     | LUX  | Boris Brunetta |

## Pétanque
| Platz | Land | Athlet           |
| ----- | ---- | ---------------- |
| 1     | LUX  | Alain Laterza    |
| 2     | MON  | Stephane Gambini |
| 3     | AND  | Alexandre Giraud |